# Konjsko (Karlobag)
Konjsko is een plaats in de gemeente Karlobag in de Kroatische provincie Lika-Senj. De plaats telt 7 inwoners (2001).